# Semidalis byersi
Semidalis byersi is een insect uit de familie van de dwerggaasvliegen (Coniopterygidae), die tot de orde netvleugeligen (Neuroptera) behoort. 
De wetenschappelijke naam Semidalis byersi is voor het eerst geldig gepubliceerd door Meinander in 1972.